# Karsai J. András
Karsai J. András Andrew J. K. (Budapest, 1986. április 3. –) magyar színész, pantomim- és táncművész, énekes-dalszerző.

## Életpályája
Szülei és testvére is ismert pantomim művészek, édesapja Karsai János, édesanyja Karsai Gizella, nővére Karsai Veronika. Művészi tanulmányait 1994-ben az édesanyja által vezetett CSIP gyermek-pantomimegyüttesben kezdte, 1995-ben az egri Gárdonyi Géza Színházban A láthatatlan ember című darabban kapta első színpadi szerepét. 2000-ben saját pantomim együttest alapított New Generation Pantomim Formáció néven, előadásaikat a Komédiumban és a Kolibri Pincében tartották. 2005-től a Theatrum Színiakadémia Művészeti Szakiskolában prózai színész szakon tanult, 2006-tól a Madách Színház stúdiójába is felvették, ahol 2009-ben diplomázott, mint musical színész. Szerepelt a Madách Színház musical előadásaiban és a Thália Színház Új Stúdióban. 2007-től a Magyar Táncművészeti Főiskola hallgatója volt. Táncos- és próbavezető szakon, modern tánc szakirányon 2010-ben kapta meg diplomáját. 2009-ben nővérével létrehozták a Mimage Pantomim Színház társulatot, amely a Merlin Színházban tartotta előadásait. Táncosként szerelt a Vígszínházban is. 2010-től a Budapesti Operettszínház Musical Együttesének tagja. Készít koreográfiákat is és részt vett német nyelvű előadások turnéin. Andrew J. K. néven zeneszerzőként és énekesként 2014-től jelentek meg dalai. Színészként 2019-2023 között a Turay Ida Színház társulatának művésze volt.

## Fontosabb színházi szerepei
- Lev Nyikolajevics Tolsztoj – Kocsák Tibor – Miklós Tibor: Anna Karenina... Kalapácsos ember
- William Shakespeare – Suda Balázs Róbert – Csirmaz Előd Pál: Richard2nixon... II. Richárd; Richard M. Nixon
- Georges Feydeau: Osztrigás Mici... De Valmonté herceg
- Brandon Thomas – Aldobolyi Nagy György – Szenes Iván: Charley nénje... Brassett, az inas
- Sólem Aléchem – Joseph Stein – Jerry Bock: Hegedűs a háztetőn... táncos
- A Szépség és a Szörnyeteg (musical)... Lángőr (Ausztria; Németország; Svájc; Luxemburg)
- Leonard Bernstein: West Side Story... szereplő
- Steve Margoshes – Jacques Levy – José Fernandez: Fame (Fény, Hírnév, Siker!)... Tyrone Jackson
- F. Scott Fitzgerald – Arthur Valentin Grósz: Sztár leszel!... Jack Brown, segédrendező
- Barta Lajos: Szerelem... ifj. Biky
- Rejtő Jenő: Úriány szobát keres... Méltóságos úr
- Kertész Mihály: Na, de államtitkár úr!...  David, Thomas barátja; Boy
- Karsai Veronika: Aki elindult... szereplő
- Topolcsányi Laura: Segítség, én vagyok a feleségem!... Denis, Zsuzsi ovistársa
- Topolcsányi Laura – Berkes Gábor: Salsa, szivar, szerelem... Roberto, barát
- Charles Perrault – Nyírő Beáta – Frédéric Chopin: Hamupipőke... Richard herceg
- Kovács András Ferenc: Egerek... Bonifác
- Báldi Mária: Térden állva jövök hozzád... Énekes-táncos
- Hans Christian Andersen – Tóth Alex – Pjotr Iljics Csajkovszkij: Ólomkatona... Itt, Parancsnok

## Filmek, tv
- Pánik (2008)... klinikai beteg
- Doktor Balaton (sorozat)

- 28. rész (2021) ... futár
- Oltári történetek (sorozat)

- 4. rész (2021)... Ortman János
- Keresztanyu (sorozat)

- Hajsza a pályán (2021) ... rendőr
- Hotel Margaret

- (2022) … ápoló

## Zenei album
- Andrew J. K. – A1 (2020)